# Pinball FX
Pinball FX est une série jeu vidéo de pinball développé par Zen Studios, édité par Microsoft Game Studios sur Xbox 360, Xbox One et Windows téléchargeable à partir du Xbox Live Arcade, Steam et Windows Store et édité par le développeur à partir de la version en réalité virtuelle.
Le premier jeu est sorti le 25 avril 2007 et sa suite, Pinball FX2, est sortie en octobre 2010.
Le développeur a sorti en 2009 la série Zen Pinball sur PlayStation 3 qui reprend la base de la série mais sur les supports non Microsoft jusqu'en 2017 où Pinball FX3 sort sur tous les supports sur actuels.
En 2022, Zen sort une nouvelle version nommée Pinball FX comme le premier qui fût disponible pendant un accès anticipé et exclusivement sur Epic Game store. L’année suivante, le développeur annonce un jeu dérivé classé Mature appelé Pinball M qui contient des tables exclusives basée des franchises d’horreur et gore. Les deux jeux utilise le moteur Unreal.

## Système de jeu
Le jeu se joue comme le vrai billard électrique. Le joueur lance d'abord la boule avec le bouton X sur consoles PlayStation, le bouton A sur consoles Nintendo et Xbox et l'écran tactile sur iOS et Android, il est aussi possible d’utiliser le deuxième bouton de contrôle pour contrôler la puissance du tire. Lorsque la boule est sur la table, il faut éviter qu'elle ne quitte la table par le centre ou les côtés en contrôlant les flippers (les flips en Europe) avec les gâchettes R et L de la manette ou l'écran tactile sur iOS et Android. Il est possible de simuler le brassage de la machine pour jouer avec la physique de la table, ce qui peut éviter certaines sorties. Pour augmenter le score, récupérer certaines boules, et obtenir des boules supplémentaires, il faut suivre les indications affichées sur l'écran de contrôle et/ou indiquées par le jeu de lumières sur la table. Il y a plusieurs angles de vue que l'on peut choisir pour voir la partie.
Pinball FX 2 VR, une version en réalité virtuelle est disponible sur Steam, Meta Quest, Meta Quest 2 et Playstation VR.
Un mode multijoueur ou les joueurs jouent en alternance est présent dans chaque versions.

## Tables
Cette liste contient toutes les tables paru dans la séries et est classée par collection. Si une collection ce retrouve dans Pinball FX et Pinball M, chaque collection aura une sous liste.

### Originales
Pinball FX1
Seulement jouables sur PFX1 et PFX2 sur Xbox 360
- Speed Machine
- Extreme
- Agents
- Buccaneer
- Nightmare Mansion

Zen Core
- Rome
- Pasha
- Secrets of the Deep
- Biolab

Medieval Pack
- Excalibur
- Epic Quest

Sci-Fi Pack
- Mars
- Paranormal
- Earth Defense

Zen Classic
- Tesla
- V12
- Shaman
- El Dorado

Table gratuite
- Sorcerer's Lair

Iron & Steel
- Wild West Rampage (Offerte gratuitement à partir de Pinball FX (2022))
- CastleStorm

Carnivals and Legends
- Adventure Land Pinball
- Son of Zeus

Secrets & Shadows
- Pinball Noir
- Sky Pirates: Treasure of the Cloud
- Curse of the Mummy

Honor and Legacy
- A Samurai’s Vengeance
- Verne’s Mysterious Island

Tables Individuelles
- Grimm Tales
- Wrath of the Elder Gods (Offert gratuitement en Director’s Cut sur Pinball M)
- Camp Bloodbrook (Disponible sur Pinball M et Pinball FX)

### Franchises Hors-Collections (Tables Individuelles)

#### Pinball FX
Pinball FX1
- Rocky and Bullwinkle
- Super Street Fighter 2

Pinball FX2
Non jouable sur Pinball FX3
- Ms. Splosion Man (Non disponible sur Xbox One)
- Plants vs. Zombies
- Ninja Gaiden Sigma 2 (Seulement sur Xbox One)

Pinball FX2 et Pinball FX3
Non jouable à partir de Pinball FX (2022)
- The Walking Dead
- Portal

Pinball FX (2022)
- World War Z (basé sur le jeu-vidéo)
- My Little Pony
- Garfield
- Crypt of the NecroDancer
- The Princess Bride
- Goat Simulator

#### Pinball M
- Dead by Daylight
- Duke Nukem’s Big Shot Pinball
- System Shock (Aussi disponible sur Pinball FX)
- Texas Chainsaw Massacre

### Marvel Pinball
Pack Original
- Iron Man
- Spider-Man
- Blade
- Wolverine

Marvel Pinball Vengeance and Virtue (2011)
- Ghost Rider
- Moon Knight
- Thor
- X-Men

Avengers Chronicles (2012)
- World War Hulk
- The Infinity Gauntlet
- Fear Itself
- Avengers (Basé sur le film du même nom)

Marvel Pinball Women of Power
- Champions
- A-Force

Heavy Hitters
- Civil War
- Deadpool
- Venom

Marvel Legends
- Les Quatre Fantastiques
- Captain America
- Doctor Strange

Marvel Pinball Cinematic
- Guardians of the Galaxy
- Avengers : L'Ère d'Ultron
- Ant-Man

### Star Wars Pinball
Pack Original
- The Empire Strikes Back
- Boba Fett
- Star Wars: The Clone Wars

Heroes Within
- Return of the Jedi
- Darth Vader
- Star Wars: Starfighter Assault

Balance of the Force
- A New Hope
- Han Solo
- Star Wars: Droids
- Star Wars: Masters of the Force

The Force Awakens
- The Force Awakens
- Might of The First Order

The Last Jedi
- The Last Jedi
- Ahch-to Island

Solo Pack
- Solo: A Star Wars Story
- Calrissian Chronicles
- Star Wars: Battle of Mimban

Unsung Heroes
- Star Wars: Rebels
- Rogue One: A Star Wars Story

Trill of the Hunt
- The Mandalorian
- Star Wars: Classic Collectibles

### Super League Football
Une table avec huit habillages visuels différents, peuvent être acheté séparément ou ensemble. N’est plus en vente depuis Pinball FX3
- Liverpool Football Club
- Arsenal Football Club
- Associazione Sportiva Roma
- Associazione Calcio Milan
- Juventus Football Club
- Real Madrid
- FC Barcelone
- Zen Studios Football Club

### South ParkPinball
- South Park Super Sweet Pinball
- South Park Butters' Very Own Pinball

### Balls of Glory
Tables basées sur les dessins animés pour adultes de la 20th Century Studios. (Non disponible sur Pinball FX 2022)
- Family Guy
- Bob's Burgers
- American Dad
- Archer

### Aliensvs. Pinball
3 tables issues des films de la série Alien
- Alien 2
- Alien versus Predator
- Alien isolation

### Bethesda
3 tables issues des licences de jeux vidéo éponymes et sont toutes les trois jouables gratuitement sur Windows 10 avec des publicités.
- Fallout
- Doom
- Skyrim

### Universal Pinball

#### Pinball FX
Universal Classics
- E.T. l'extraterrestre
- Retour vers le futur
- Les dents de la mer

Jurassic World Pinball
- Jurassic World
- Jurassic Park (Basée sur le premier film)
- Jurassic Park Pinball Mayhem

Universal TV Classics
- Knight Rider
- Xena: Warrior Princess
- Battlestar Galactica

#### Pinball M (Tables individuelles)
- Chucky’s Killer Pinball
- The Thing

### Dreamworks Animation Pinball
- Kung-fu Panda
- How to train a Dragon
- Trolls

### Gearbox Pinball
- Homeworld: Journey to Hiigara
- Brothers in Arms: Win the War
- Borderland: Vault Hunter

### Lengendary Pinball
Godzilla vs Kong Pinball
- Godzilla
- Kong
- Godzilla vs Kong

Tables Individuelles
- Pacific Rim

### Peanuts Pinball
Basée sur la bande dessinée de Charles Schulz
- Snoopy
- A Charlie Brown Christmas

### Star Trek Pinball
- Star Trek: The Kelvin Timeline
- Star Trek: Discovery
- Star Trek: Deep Space Nine

### Game Night Pinball
Basées sur des jeux de société de Asmodee Entertainment.
- Gloomhaven
- Terraforming Mars
- Exploding Kittens: A Pinball Cat-astrophe

### Tomb Raider Pinball
- Adventures of Lara Croft
- Secrets of the Croft Manor

### Williams Pinball
Recréations des tables de Williams/Bally.
Volume 1
- Fish Tales (Gratuite)
- Junk Yard
- Medieval Madness
- The Getaway: High Speed II

Volume 2
- The Party Zone
- Attack form Mars
- Black Rose

Volume 3
- Theater of Magic
- The Champion Pub
- Safecracker

Volume 4
- Red & Ted’s Road Show
- White Water
- Hurricane

Universal Monsters Pack
- Monster Bash
- Creature from the Black Lagoon

Volume 5
- Cirqus Voltaire
- No Good Gofers
- Tales of the Arabian Nights

Volume 6
- Funhouse
- Dr.Dude
- Space Station

Volume 7
- Swords of Fury
- The Machine: Bride of Pinbot
- Whirlwind

Volume 8
- Earthshaker
- Banzai Run
- Black Knight 2000

Volume 9
- Pin-Bot
- Who Dunnit
- Taxi

Tables Individuelles (à partir de Pinball FX (2022))
- Indiana Jones: The Pinball Adventure
- World Cup Soccer
- The Addams Family
- Twilight Zone
- Star Trek: The Next Generation

## Accueil
Pinball FX
- IGN : 6/10

Pinball FX 2
- Eurogamer : 9/10[1]
- Game Informer : 9/10[2]
- GameSpot : 8.5/10
- Official Xbox Magazine : 8.5/10
- TeamXbox : 9.3/10

Pinball FX 3